# Đội tuyển bóng đá U-20 quốc gia Anh
Đội tuyển bóng đá U-20 quốc gia Anh (tiếng Anh: England national under-20 football team) là đại diện bóng đá Anh ở độ tuổi dưới 20 và được kiểm soát bởi hiệp hội bóng đá Anh, cơ quan quản lý bóng đá Anh.
Bởi vì không có sự cạnh tranh dưới 20 tuổi tại cấp UEFA, phía dưới 20 tuổi của đội tuyển nước Anh nói chung chỉ chơi các trận đấu cạnh tranh khi có đủ điều kiện cho giải vô địch bóng đá U-20 thế giới, được tổ chức 2 năm một lần. Đạt tiêu chuẩn cho giải đấu này đã đạt được nhờ xem thi đấu vào mùa hè trước là Giải vô địch bóng đá U-19 châu Âu.
Vào tháng 2 năm 2017, Hiệp hội bóng đá Anh xác nhận rằng Paul Simpson Sẽ huấn luyện đội tuyển tại Giải vô địch bóng đá U-20 thế giới 2017. Thành tích tốt nhất của đội cho đến nay là chức vô địch U-20 World Cup 2017.

## Lịch thi đấu và kết quả mùa giải 2016-17

### Trận đấu giao hữu
| 5 tháng 10 năm 2016 | Anh                        | 2 – 0    | Hà Lan | Boundary Park, Oldham |  |
| 19:00               | Roberts 6' · Armstrong 13' | Chi tiết |        |                       |  |

| 7 tháng 10 năm 2016 | Anh                                  | 3 – 1    | Đức     | Sân vận động Kirklees, Huddersfield |  |
|                     | Lookman 14' · Calvert-Lewin 23', 72' | Chi tiết | Ochs 3' | Trọng tài: David Coote (Anh)        |  |

| 10 tháng 10 năm 2016 | Anh                                | 2 – 0    | Hoa Kỳ | Sân vận động Spotland, Rochdale  |  |
|                      | Ejaria 84' · Solanke 90+3' (ph.đ.) | Chi tiết |        | Trọng tài: Oliver Langford (Anh) |  |

| 9 tháng 11 năm 2016 | Nigeria   | 1 – 8    | Anh                                                                                 | Suwon Sports Complex, Suwon, Hàn Quốc |  |
|                     | Yusuf 35' | Chi tiết | Moore 19' · Armstrong 20', 27', 70' · Solanke 25' · Connolly 46' · Roberts 49', 87' |                                       |  |

| 10 tháng 11 năm 2016 | Hàn Quốc               | 2 – 1    | Anh        | Sân vận động World Cup Suwon, Suwon, Hàn Quốc |  |
|                      | Lee You-hyeon 31', 70' | Chi tiết | Ejaria 14' |                                               |  |

| 12 tháng 11 năm 2016 | Iran       | 1 – 4    | Anh                                          | Sân vận động World Cup Suwon, Suwon, Hàn Quốc |  |
|                      | Jafari 54' | Chi tiết | Armstrong 32' · Solanke 51', 76' · Brown 68' |                                               |  |

| 23 tháng 3 năm 2017 | Bồ Đào Nha                          | 2 – 2    | Anh                       | Stade Château Bily, Saint-Brieuc, Pháp |  |
|                     | F. Ferreira 65' · H. Ferreira 90+4' | Chi tiết | Solanke 22' · Roberts 38' |                                        |  |

| 25 tháng 3 năm 2017 | Pháp | 0 – 1    | Anh           | Fred-Aubert Stadium, Saint-Brieuc, Pháp |  |
|                     |      | Chi tiết | Armstrong 71' | Trọng tài: Mikael Lesage (Pháp)         |  |

| 28 tháng 3 năm 2017 | Sénégal | 0 – 2    | Anh                            | Stade Municipal du Haut-Champ, Ploufragan, Pháp |  |
|                     |         | Chi tiết | Calvert-Lewin 6' · Solanke 18' |                                                 |  |

### Giải vô địch bóng đá U-20 thế giới 2017

#### Vòng bảng
| VT | Đội          | ST | T | H | B | BT | BB | HS | Đ | Giành quyền tham dự     |
| -- | ------------ | -- | - | - | - | -- | -- | -- | - | ----------------------- |
| 1  | Anh          | 3  | 2 | 1 | 0 | 5  | 1  | +4 | 7 | Vòng đấu loại trực tiếp |
| 2  | Hàn Quốc (H) | 3  | 2 | 0 | 1 | 5  | 2  | +3 | 6 | Vòng đấu loại trực tiếp |
| 3  | Argentina    | 3  | 1 | 0 | 2 | 6  | 5  | +1 | 3 |                         |
| 4  | Guinée       | 3  | 0 | 1 | 2 | 1  | 9  | −8 | 1 |                         |

| Argentina                                                 | 0–3      | Anh |
| --------------------------------------------------------- | -------- | --- |
| Calvert-Lewin 38' · Armstrong 52' · Solanke 90+3' (ph.đ.) | Chi tiết |     |

| Guinée   | 1–1      | Anh                |
| -------- | -------- | ------------------ |
| Cook 53' | Chi tiết | Tomori 59' (p.n.l) |

| Hàn Quốc          | 0-1      | Anh |
| ----------------- | -------- | --- |
| Kieran Dowell 56' | Chi tiết |     |

### Đội hình hiện tại
Các cầu thủ sau được đặt tên trong đội hình cho Giải vô địch bóng đá U-20 thế giới 2017 ở Hàn Quốc.
| 0#0 | Vị trí | Cầu thủ                | Ngày sinh và tuổi           | Câu lạc bộ        |
| --- | ------ | ---------------------- | --------------------------- | ----------------- |
| 1   | TM     | Freddie Woodman        | 4 tháng 3, 1997 (20 tuổi)   | Newcastle         |
| 2   | HV     | Jonjoe Kenny           | 15 tháng 3, 1997 (20 tuổi)  | Everton           |
| 3   | HV     | Callum Connolly        | 23 tháng 9, 1997 (19 tuổi)  | Everton           |
| 4   | TV     | Lewis Cook             | 3 tháng 2, 1997 (20 tuổi)   | Bournemouth       |
| 5   | HV     | Fikayo Tomori          | 19 tháng 12, 1997 (19 tuổi) | Chelsea           |
| 6   | HV     | Jake Clarke-Salter     | 22 tháng 9, 1997 (19 tuổi)  | Chelsea           |
| 7   | TV     | Josh Onomah            | 27 tháng 4, 1997 (20 tuổi)  | Tottenham Hotspur |
| 8   | TV     | Ainsley Maitland-Niles | 29 tháng 8, 1997 (19 tuổi)  | Arsenal           |
| 9   | TĐ     | Adam Armstrong         | 10 tháng 2, 1997 (20 tuổi)  | Newcastle         |
| 10  | TĐ     | Dominic Solanke        | 14 tháng 9, 1997 (19 tuổi)  | Chelsea           |
| 11  | TĐ     | Ademola Lookman        | 20 tháng 10, 1997 (19 tuổi) | Everton           |
| 12  | HV     | Rico Henry             | 8 tháng 7, 1997 (19 tuổi)   | Brentford         |
| 13  | TM     | Dean Henderson         | 12 tháng 3, 1997 (20 tuổi)  | Manchester United |
| 14  | HV     | Kyle Walker-Peters     | 13 tháng 4, 1997 (20 tuổi)  | Tottenham Hotspur |
| 15  | HV     | Dael Fry               | 30 tháng 8, 1997 (19 tuổi)  | Middlesbrough     |
| 16  | TĐ     | Dominic Calvert-Lewin  | 16 tháng 3, 1997 (20 tuổi)  | Everton           |
| 17  | TĐ     | Harrison Chapman       | 5 tháng 11, 1997 (19 tuổi)  | Middlesbrough     |
| 18  | TV     | Kieran Dowell          | 10 tháng 10, 1997 (19 tuổi) | Everton           |
| 19  | TV     | Sheyi Ojo              | 19 tháng 6, 1997 (19 tuổi)  | Liverpool         |
| 20  | TV     | Ovie Ejaria            | 18 tháng 11, 1997 (19 tuổi) | Liverpool         |
| 21  | TM     | Luke Southwood         | 6 tháng 12, 1997 (19 tuổi)  | Reading           |

### Đội hình qua các giải đấu
- Đội hình giải vô địch bóng đá trẻ thế giới 1985
- Đội hình giải vô địch bóng đá trẻ thế giới 1993
- Đội hình giải vô địch bóng đá trẻ thế giới 1997
- Đội hình giải vô địch bóng đá trẻ thế giới 1999
- Đội hình giải vô địch bóng đá trẻ thế giới 2003
- Đội hình giải vô địch bóng đá U-20 thế giới 2009
- Đội hình giải vô địch bóng đá U-20 thế giới 2011
- Đội hình giải vô địch bóng đá U-20 thế giới 2013
- Đội hình giải vô địch bóng đá U-20 thế giới 2017

## Lịch sử giải đấu

### Giải vô địch bóng đá U-20 thế giới
| Năm       | Vòng                     | St                       | T                        | H*                       | B                        | Bt                       | Bb                       |
| --------- | ------------------------ | ------------------------ | ------------------------ | ------------------------ | ------------------------ | ------------------------ | ------------------------ |
| 1977      | Không tham dự            | Không tham dự            | Không tham dự            | Không tham dự            | Không tham dự            | Không tham dự            | Không tham dự            |
| 1979      | Không tham dự            | Không tham dự            | Không tham dự            | Không tham dự            | Không tham dự            | Không tham dự            | Không tham dự            |
| 1981      | Hạng 4                   | 6                        | 2                        | 2                        | 2                        | 9                        | 7                        |
| 1983      | Không tham dự            | Không tham dự            | Không tham dự            | Không tham dự            | Không tham dự            | Không tham dự            | Không tham dự            |
| 1985      | Vòng 1                   | 3                        | 0                        | 1                        | 2                        | 2                        | 5                        |
| 1987      | Không tham dự            | Không tham dự            | Không tham dự            | Không tham dự            | Không tham dự            | Không tham dự            | Không tham dự            |
| 1989      | Không tham dự            | Không tham dự            | Không tham dự            | Không tham dự            | Không tham dự            | Không tham dự            | Không tham dự            |
| 1991      | Vòng 1                   | 3                        | 0                        | 2                        | 1                        | 3                        | 4                        |
| 1993      | Hạng 3                   | 6                        | 3                        | 2                        | 1                        | 6                        | 4                        |
| 1995      | Không tham dự            | Không tham dự            | Không tham dự            | Không tham dự            | Không tham dự            | Không tham dự            | Không tham dự            |
| 1997      | Vòng 2                   | 4                        | 3                        | 0                        | 1                        | 9                        | 3                        |
| 1999      | Vòng 1                   | 3                        | 0                        | 0                        | 3                        | 0                        | 4                        |
| 2001      | Không tham dự            | Không tham dự            | Không tham dự            | Không tham dự            | Không tham dự            | Không tham dự            | Không tham dự            |
| 2003      | Vòng 1                   | 3                        | 0                        | 1                        | 2                        | 0                        | 2                        |
| 2005      | Không tham dự            | Không tham dự            | Không tham dự            | Không tham dự            | Không tham dự            | Không tham dự            | Không tham dự            |
| 2007      | Không tham dự            | Không tham dự            | Không tham dự            | Không tham dự            | Không tham dự            | Không tham dự            | Không tham dự            |
| 2009      | Vòng 1                   | 3                        | 0                        | 1                        | 2                        | 1                        | 6                        |
| 2011      | Vòng 2                   | 4                        | 0                        | 3                        | 1                        | 0                        | 1                        |
| 2013      | Vòng 1                   | 3                        | 0                        | 2                        | 1                        | 3                        | 5                        |
| 2015      | Không vượt qua vòng loại | Không vượt qua vòng loại | Không vượt qua vòng loại | Không vượt qua vòng loại | Không vượt qua vòng loại | Không vượt qua vòng loại | Không vượt qua vòng loại |
| 2017      | Vô địch                  | 7                        | 6                        | 1                        | 0                        | 12                       | 3                        |
| 2019      | Không vượt qua vòng loại | Không vượt qua vòng loại | Không vượt qua vòng loại | Không vượt qua vòng loại | Không vượt qua vòng loại | Không vượt qua vòng loại | Không vượt qua vòng loại |
| 2023      | Vòng 2                   | 4                        | 2                        | 1                        | 1                        | 5                        | 3                        |
| Tổng cộng | 11/22                    | 45                       | 14                       | 15                       | 16                       | 45                       | 44                       |